# Стара Кресна
 Тази статия е за селото.  За града вижте Кресна.  
Ста̀ра Крѐсна (изписване до 1945 година: Стара Крѣсна) е село в Югозападна България. То се намира в община Кресна, област Благоевград.

## Име
Името на селото е само Кресна до 29 септември 1978 г., когато селището Гара Пирин е обявено за град с ново име Кресна, а едноименното село е преименувано на Стара Кресна.

## География
Село Стара Кресна се намира в планински район.

## История
През XIX век Кресна е чисто българско село, числящо се към Мелнишката кааза на Серски санджак. Храмът в селото „Свети Архангел Михаил“ е построен през 1856 година. По време на подготовката за Априлското въстание в Кресна по инициатива на Арсени Костенцев и Костадин Босилков е основан таен революционен комитет. На 5 октомври 1878 г. селото става център на Кресненско-Разложкото въстание.
В „Етнография на вилаетите Адрианопол, Монастир и Салоника“, издадена в Константинопол в 1878 година и отразяваща статистиката на населението от 1873 година, Кресна (Kresna) е посочено като село със 120 домакинства с 400 жители българи.
В 1891 година Георги Стрезов пише за Кресна:
| „ | Кресна. С това име се разбират няколко махали разпръснати по западните поли на едноименната планина, която е част от Пирин. Захваща едно пространство от 5 ч. от Ю на С. При подножието на Кресна, от Градево до Яникьой, увива се Струма. Полите на планината са стръмни; срещу махалата Кресна има мост над Струма за царския друм. Почвата е твърде камениста, твърде слабо произвежда житни растения. Над Струма обаче висят лозя, от които излиза добро вино. Част от населението се занимава с дърводелство, секът градиво от гората и го разнасят със салове по Струма. Що има нейде-годе орна земя, държат я помаците. Изобщо жителите са в последна бедност, за окайване. Зиме минуват по тълпи от цели фамилии и села по Сярско, Зъхненско и по България за работа. На една мома се плаща за целата зима само 30 – 40 гроша! Струма и притоците ѝ занимават няколко риболовци. Ловят се разни видове вкусна риба: белвици, рядко сомове и дребни рибички „циропки“ наречени. Кресна е мюдюрлук; разделя се на 4 махали: собствено Кресна, дето е мюдюрът, с 85 къщи. – Мечкул, 80 к., Хощава, 180 къщи, и Синакос, 90 къщи. Всяка махала си има кмет, църква и училище. В църквите и училищата се чете само български. По околните места, между най-плодородните, има и помашки села. Всички говорят по-добре български от самите християне креснянчане; живеят си братски и по нищо дори не се отличават от братята си. Само най-богатите знаят криво-ляво по някоя турска. | “ |

Към 1900 година според известната статистика на Васил Кънчов („Македония. Етнография и статистика“) в селото живеят 700 души, всичките българи-християни.
В 1901 година в Кресна по инициатива на Яне Сандански е основан комитет на ВМОРО. Председател на комитета е Андрей Мицов, а пунктов отговорник – брат му Прокоп Мицов. Членове са Стоичко Кълбов, Андрей Паскалчев, Симеон Гамярски, Илия Попянакиев и учителят Георги Корчев.
Според статистиката на секретаря на Българската екзархия Димитър Мишев („La Macédoine et sa Population Chrétienne“) в 1905 година християнското население на Kresna се състои от 720 българи екзархисти. В селото има 1 начално българско училище с 1 учител и 20 ученици.
През 1912 година през Балканската война Прокоп Мицов оглавява четата от Кресна, с която води бой за опазването на Черния мост на Струма при Кресненското ханче.

## Население

### Етнически състав
Преброяване на населението през 2011 г.
Численост и дял на етническите групи според преброяването на населението през 2011 г.:
|                     | Численост |
| Общо                | 71        |
| Българи             | 67        |
| Турци               | -         |
| Цигани              | -         |
| Други               | 3         |
| Не се самоопределят | -         |
| Неотговорили        | 1         |

## Личности
Родени в Стара Кресна
- Андрей Мицов (1874 – 1914), български революционер, деец на ВМОРО
- Атанас Стаматов, доброволец в четата на Иван Атанасов – Инджето през Сръбско-българската война в 1885 година[11]
- Георги Алексов, македоно-одрински опълченец, 21-годишен, 3 рота на Кюстендилската дружина[12]
- Мицо Стоилков, български възрожденец, оглавил с брат си Ангел Кресналията българското църковно движение, участници в Кресненското въстание
- Георги Корчев (1875 – 1965), български учител и революционер, деец на ВМОРО
- Лазар Корчев (? – 1912), български общественик
- Петре и Дане, баща и син, и Димитър, осъдени на 15 години по обвинение в участие в убийство на цигани от българска чета в Кресненския пролом през октомври 1902 година[13]
- Прокоп Мицов (1877 – 1967), български революционер, деец на ВМОРО
- Стефан Карчев (1850 – 1956), български революционер и просветен деец
- Христо Мицов, български революционер, деец на ВМОРО